# Comunidad de comunas de la Región de Saverne
La Comunidad de comunas de la Región de Saverne (Communauté de communes de la Région de Saverne, CCRS, en francés), es una estructura intercomunal francesa situada en el departamento francés de Bajo Rin de la región de Alsacia.

## Historia
Fue creada el 5 de diciembre de 1997, como Distrito de Saverne con la unión de las dieciocho comunas del antiguo cantón de Saverne, siete de las veinticinco comunas del antiguo cantón de Marmoutier y dos de las veintinueve comunas del antiguo cantón de Hochfelden.
El 1 de enero de 2012, pasó a ser comunidad y se unió la comuna de Kleingœft, del cantón de Marmoutier.
Todas las comunas forman parte desde 2015 del nuevo cantón de Saverne.

## Nombre
Debe su nombre a que todas las comunas se hallan en el área de influencia de la comuna que da nombre a la comunidad.

## Composición
La Comunidad de comunas reagrupa 28 comunas:
| Comuna                 | Código INSEE | Cantón     | Población (2012) | Superficie (km²) | Densidad (hab./km²) |
| ---------------------- | ------------ | ---------- | ---------------- | ---------------- | ------------------- |
| Altenheim              | 67006        | Saverne    | 214              | 2,71             | 79                  |
| Dettwiller             | 67089        | Saverne    | 2669             | 10,77            | 248                 |
| Eckartswiller          | 67117        | Saverne    | 422              | 12,43            | 34                  |
| Ernolsheim-lès-Saverne | 67129        | Saverne    | 602              | 10,94            | 55                  |
| Friedolsheim           | 67145        | Hochfelden | 257              | 3,52             | 73                  |
| Furchhausen            | 67149        | Saverne    | 417              | 2,86             | 146                 |
| Gottenhouse            | 67161        | Marmoutier | 392              | 1,25             | 314                 |
| Gottesheim             | 67162        | Saverne    | 344              | 5,11             | 67                  |
| Haegen                 | 67179        | Marmoutier | 657              | 20,32            | 32                  |
| Hattmatt               | 67185        | Saverne    | 667              | 4,15             | 161                 |
| Kleingœft              | 67244        | Marmoutier | 143              | 2,50             | 57                  |
| Landersheim            | 67258        | Marmoutier | 199              | 2,13             | 93                  |
| Littenheim             | 67269        | Saverne    | 297              | 4,21             | 71                  |
| Lupstein               | 67275        | Saverne    | 814              | 7,82             | 104                 |
| Maennolsheim           | 67279        | Saverne    | 242              | 2,74             | 88                  |
| Monswiller             | 67302        | Saverne    | 2118             | 4,72             | 448                 |
| Ottersthal             | 67366        | Saverne    | 692              | 3,13             | 221                 |
| Otterswiller           | 67367        | Marmoutier | 1363             | 3,28             | 416                 |
| Printzheim             | 67380        | Saverne    | 209              | 4,30             | 49                  |
| Reinhardsmunster       | 67391        | Marmoutier | 469              | 18,63            | 23                  |
| Saessolsheim           | 67423        | Hochfelden | 530              | 6,49             | 82                  |
| Saint-Jean-Saverne     | 67425        | Saverne    | 592              | 6,39             | 93                  |
| Saverne                | 67437        | Saverne    | 11730            | 26,01            | 451                 |
| Steinbourg             | 67478        | Saverne    | 1997             | 12,73            | 157                 |
| Thal-Marmoutier        | 67489        | Marmoutier | 778              | 3.42             | 227                 |
| Waldolwisheim          | 67515        | Saverne    | 542              | 5.65             | 96                  |
| Westhouse-Marmoutier   | 67527        | Marmoutier | 255              | 3.96             | 64                  |
| Wolschheim             | 67553        | Saverne    | 311              | 3.65             | 85                  |

## Competencias
La comunidad es un organismo público de cooperación intercomunal.
Sus recursos provienen del impuesto sobre los rendimientos del trabajo único, del sistema de contribuciones que se aplica a los residuos y asignaciones y subvenciones de diversos socios.
Sus competencias en general se centran en el desarrollo económico, medio ambiental, de empleo y los servicios comunitarios a los habitantes:
- Ordenación del Territorio
  - Plan de Coherencia Territorial (SCOT, en francés) (a título obligatorio).
  - Plan Sectorial (a título obligatorio).
- Desarrollo y organización económica
  - Acción de desarrollo económico de las actividades industriales, comerciales o de empleo, (apoyo de las actividades agrícolas y forestales...) (a título obligatorio).
  - Creación, organización, mantenimiento y gestión de zonas de actividades industriales, comerciales, terciario, artesanal o turístico (a título obligatorio).
- Desarrollo y organización social y cultural
  - Actividades culturales y socioculturales (a título facultativo).
  - Actividades deportivas (a título facultativo).
  - Construcción y/u organización, mantenimiento, gestión de equipamientos o establecimientos culturales, socioculturales, socioeducativos, deportivos… (a título optativo).
  - Transporte escolar (a título facultativo).
- Medio ambiente
  - Saneamiento no colectivo (a título facultativo).
  - Recogida y tratamiento de los residuos urbanos y asimilados (a título optativo).
  - Protección y valorización del Medio Ambiente (a título optativo).
- Vivienda y hábitat
  - Programa local del hábitat (a título optativo).
- Servicio de vías públicas
  - Creación, organización y mantenimiento del servicio de vías públicas (a título optativo).
- Otros
  - Adquisición comunal de material (a título facultativo).
  - Informática, Talleres vecinales (a título facultativo).